# Fukare Tuzla
Fukare Tuzla su navijačka skupina osnovana  1987. godine koja bodri  FK Slobodu iz  Tuzle.

## Povijest
Navijačka skupina "Fukare Tuzla 1987" je nastala u razdoblju kada su se u bivšoj Jugoslaviji osnivale u svakom gradu i gradiću navijačke skupine. Poslije ratnih zbivanja u BiH, gotovo svako naselje u Tuzli je dobilo Fukare Fan Club (FFC) gdje su se navijači okupljali nekoliko sati prije utakmice i odatle uz pjesmu i veselje pravili korteo kroz grad do Tušnja. Na Tušnju bi svih 90 minuta pjevali i bodrili "svetinju" koja je u razdoblju 2000-ih postizala značajne uspjehe u Premijer ligi BiH, ali i na europskoj pozornici.

## Vanjske poveznice
- Fukare Tuzla 1987. - službena stranica